# Guy Brunet
Guy Brunet (né le 26 octobre 1945 à Viviez, Aveyron) est un réalisateur autodidacte de films d'animation. Ses œuvres font partie de la collection du LaM à Villeneuve d'Ascq et de la Collection de l'art brut à Lausanne.

## Biographie
Né en 1945 à Viviez, ses parents exploitent un cinéma, le Caméo. Ils sont ensuite gérants du cinéma Le Plaza, à Cagnac-les-Mines, dans le Tarn de 1949 à 1961.  
Son enfance est baignée par les films de l'âge d'or du cinéma hollywoodien, des années 1930 aux années 1960. Il dit : «Le week-end, il y avait jusqu’à trois séances pour un même film. A la première, je me laissais porter par l’intrigue, à la deuxième je regardais le jeu des vedettes et après, le travail du réalisateur». De cette époque, Guy Brunet collectionne les dossiers avec photos et affiches que les exploitants reçoivent pour la promotion des films.
En 1958, il seconde son père comme projectionniste. Mais la télévision remplace petit à petit le cinéma. En 1961, il se met à l'écriture de scénario. En 1963, les parents de Guy Brunet vendent le cinéma pour ouvrir un magasin de téléviseurs.  
De 1973 à 1986, il travaille comme ouvrier dans les usines du bassin minier de l'Aveyron.  
En 1994, il s'installe à Viviez dans une ancienne boucherie, sur la route nationale entre Figeac et Rodez. C'est là qu'il réalise enfin son rêve d'enfant, faire du cinéma. Son premier film est sous boîte en 2001. En 2002, son œuvre est exposée pour la première fois au Musée international des arts modestes de Sète.

## Œuvre cinématographique
Guy Brunet installe son studio de production dans sa maison à Viviez, banlieue de Decazeville. Il le nomme Paravision, contraction de paradis et vision. Il crée un monde coloré et gai, fait de paillettes où tout finit toujours bien. Une grande fresque murale à la gloire du cinéma hollywoodien recouvre la façade de sa maison.
S'inspirant du cinéma hollywoodien et grâce à la documentation accumulée pendant son enfance, Guy Brunet construit ses films tout seul et sans budget.  Il est à la fois producteur, scénariste, dialoguiste, décorateur, costumier, maquilleur, acteur, cameraman, réalisateur et affichiste. Il écrit tout, le scénario, les scripts, les découpages des plans, les dialogues. Ensuite il fabrique les décors dans son atelier. Ses acteurs sont des figurines faites de cartons d'emballage et mesurent 1,38 mètre. Son cinéma est fait uniquement de matériaux recyclés. Le jour, il élabore ses silhouettes de carton et les décors. Afin de ne pas être perturbé par les bruits de la rue, il tourne la nuit. Il utilise une caméra super 8 puis numérique. Le tournage réalisé, Guy Brunet dessine le générique, met le film dans une boîte décorée. Le film est  prêt pour une présentation au public en juin au festival Hors Champ à Nice, où il est programmé depuis 2004.
En 2015, Guy Brunet a créé 793 silhouettes dont 171 acteurs américains et 151 actrices françaises, 25 grands décors, 100 affiches de films. Il a écrit 350 scénarios et réalisé 14 longs-métrages. Deux films sont en cours.

## Citations
« Lorsque je sors de chez moi, c’est un peu comme quand la station Mir redescend sur terre. » Guy Brunet

## Filmographie
- 2001 : Cecil B DeMille
- 2002 : Quand la danse est reine
- 2005 : L'Âge d'or du festival de Cannes (1re version)
- 2007 : L'Âge d'or du festival de Cannes (2e version)
- 2007 : Le Grand Cinéma de Jean Renoir
- 2007 : La Planète rêveuse
- 2007 : Le Soleil de la Provence
- 2008 : La Naissance des voix des ondes et des images
- 2009 : Les Cathares
- 2011 : Si l'histoire de la télévision m'était contée
- 2011 : Une journée en chansons de Paris et Marseille
- 2012 : Le Monde magique des frères Lumière
- 2014 : Les Templiers
- 2015 : La Grande Parade des feuilletons

## Principales expositions
- 2002, Cinemodeste , il était une fois de Broadway à Accra, Musée International des Arts Modestes, Sète
- 2005, Festival Hors Champ, Nice, France
- 2008, Espace Antonin Artaud, Rodez
- 2010, Rencontre du 9e art, Aix-en-Provence
- 2011, LaM, Lille Métropole Musée d'art moderne et d'Art Brut, Villeneuve d'Ascq
- 2013, Guy Brunet, galerie Jean Ségalat, Decazville
- 2015, Guy Brunet Réalisateur, Les studios paravision, exposition itinérante et co-produite par la Collection de l’Art Brut, Lausanne, Suisse 
  - du 5 juin 2015 au 4 octobre 2015, Collection Art Brut, Lausanne, Suisse
  - du 13 avril au 29 mai 2016, le lieu unique, Nantes, France
  - automne 2016, musée du Grand Rodez, Rodez, France
  - 8 mars au 21 avril 2017 au "Bocal" à Lunel,France

## Documentaire
Renée Garaud et Lilian Bathelot, Guy Brunet : La fabuleuse histoire de la Paravision, 2013, 57 min